# コボルダ (小惑星)
コボルダ (1164 Kobolda) は、小惑星帯の小惑星である。カール・ラインムートがハイデルベルクのケーニッヒシュトゥール天文台で発見した。
ドイツ人の天文学者ヘルマン・コボルト (Hermann Kobold) に因んで名付けられた。